# Nadi sodhana

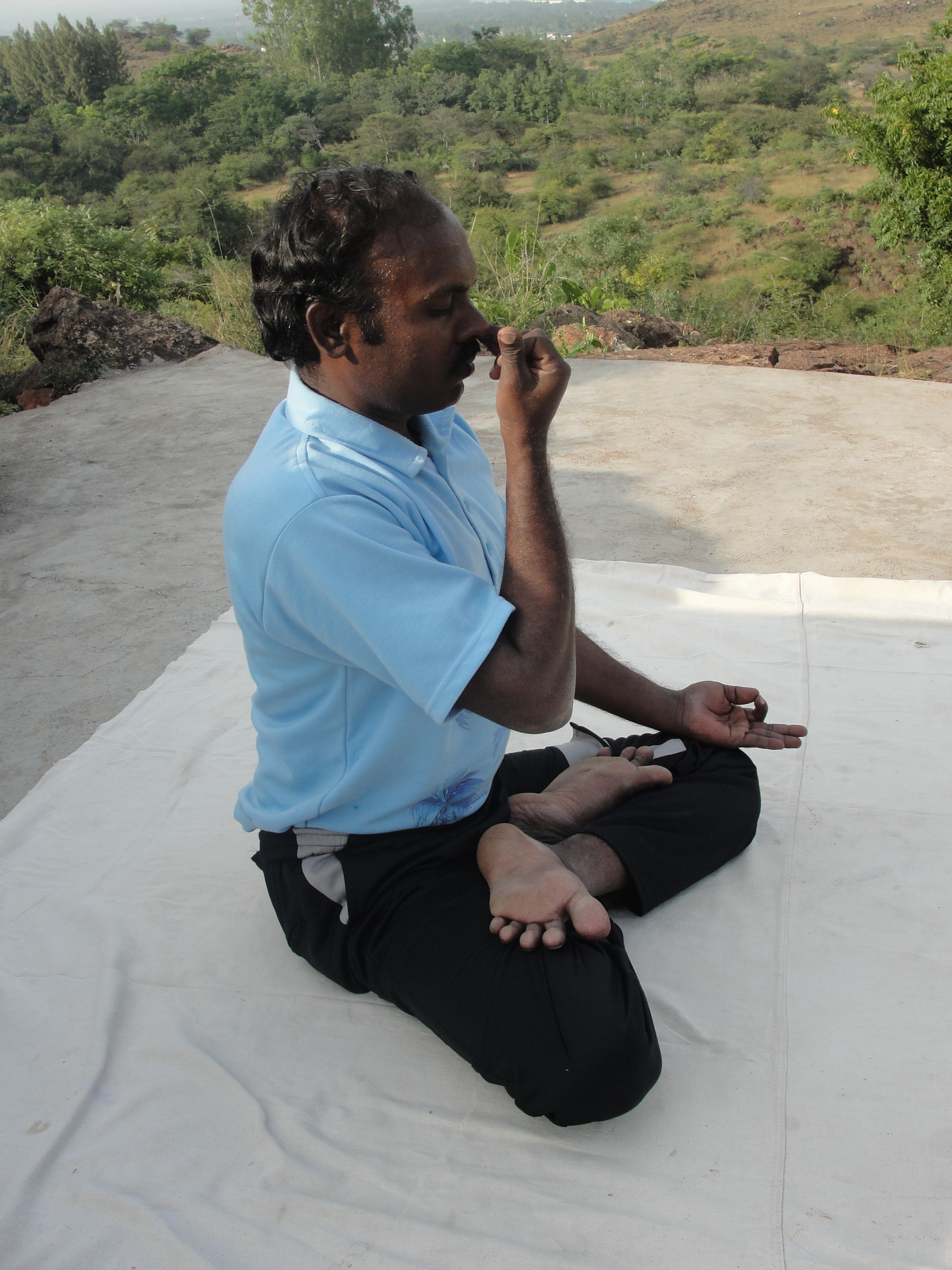
Nadi sodhana

Nadi sodhana, ook wel wisselademhaling (Sanskriet, m., नाडी शोधन प्राणायाम, nāḍī śodhana prāṇāyāma, nadi = kanaal, buis; sodhana = reinigend) is een pranayama (ademhalingstechniek) in yoga.
In de yogafilosofie bevindt zich in het menselijk lichaam een net van 72.000 energiebanen die nadi's worden genoemd en waarin de levensenergie prana circuleert. Ze zijn vergelijkbaar met de meridianen uit de traditionele Chinese geneeskunde. Bij veel mensen zouden deze banen niet meer doorlaatbaar zijn, wat volgens de yogaleer een tekortschietende psycho-fysieke balans tot gevolg heeft. Een van de doelen van yoga is de vrije doorloop van energie op alle niveaus te waarborgen, waarbij ondersteuning wordt gevonden in een juiste voeding, frisse lucht, een gezond en eenvoudig leven, asana's, pranayama en meditatie.
Nadi sodhana wordt vaak ook wisselademhaling genoemd, omdat er bij deze oefening afwisselend door het linker en rechter neusgat wordt geademd. In yoga wordt er aan beide neusgangen een andere energievorm toegeschreven. Het rechter neusgat staat voor solaire energie (warmte, activiteit, mannelijke energie) en het linker neusgat voor lunaire energie (koelte, passiviteit, rust, vrouwelijke energie). Nadi sodhana zou het evenwicht tussen deze twee polen herstellen en de nadi's van blokkades bevrijden. Wanneer men het zwaartepunt van de adem op ofwel het rechter dan wel het linker neusgat legt, zou de ademhaling respectievelijk verwarmend en activerend of verkoelend en rustgevend werken. De twee neusgangen vormen de twee hoofdenergiebanen Pingala (rechts) en Ida (links) die langs de wervelkolom zouden lopen en elkaar meerdere keren zouden kruisen (vergelijkbaar met de esculaapstaf, waarbij ze het prana naar de zeven chakra's voeren.
Bij de uitvoering van nadi sodhana wordt een neusgat afgesloten, bijvoorbeeld door met de duim het punt in de buurt van het botje aan een zijde in te drukken. Bij een verstopte neus kan men ook op een zij gaan liggen zodat het tegenoverliggende neusgat vanzelf opengaat. De oefening kan er bijvoorbeeld uit bestaan aan een zijde gelijkmatig in te ademen, de adem niet langer dan twee seconden vast te houden en vervolgens via het andere neusgat gelijkmatig uit te ademen. Na dit enkele malen herhaald te hebben, wordt van zijde gewisseld.
Nadi sodhana wordt ook wel gebruikt in een variatie met kapalabhati.
volledige ademhaling · middenrifademhaling · flankademhaling · sleutelbeenademhaling · mondademhaling · neusademhaling

abhyantara bahya stambha vritti · activerende ademhaling · agni prasana · anuloma · anuloma viloma · bhastrika · brahmari · chandra bhedana · chatur mukhi · dirgha sukshma · kapalabhati · kevala kumbhaka · kumbhaka · murcha · nadi sodhana · ohm sahita rechaka · plavini · prachhardana · prana apana samyukta · pratiloma · sahita kumbhaka · sama vritti · samanu · sapta vyahrita · sargarbha sahita kumbhaka · sarva dwara baddha · sithali · sitkari · stambha vritti · sukha purvaka · suksama shwasa prashwasa · surya bhedana · tri bandha kumbhaka · ujjayi · vaya viya kumbhaka · viloma · visama vritti